# 土耳其廣播電視公司第三台
土耳其廣播電視公司第三台（土耳其語：TRT 3）是土耳其廣播電視公司一條於1989年開播的電視頻道，主要播放體育、教育、文化、音樂和新聞節目。這條頻道會與土耳其大國民議會電視台共用一條頻道，並曾經在2008年8月8日至24日期間以高清格式轉播2008年夏季奧林匹克運動會。